# Charles B. Clark

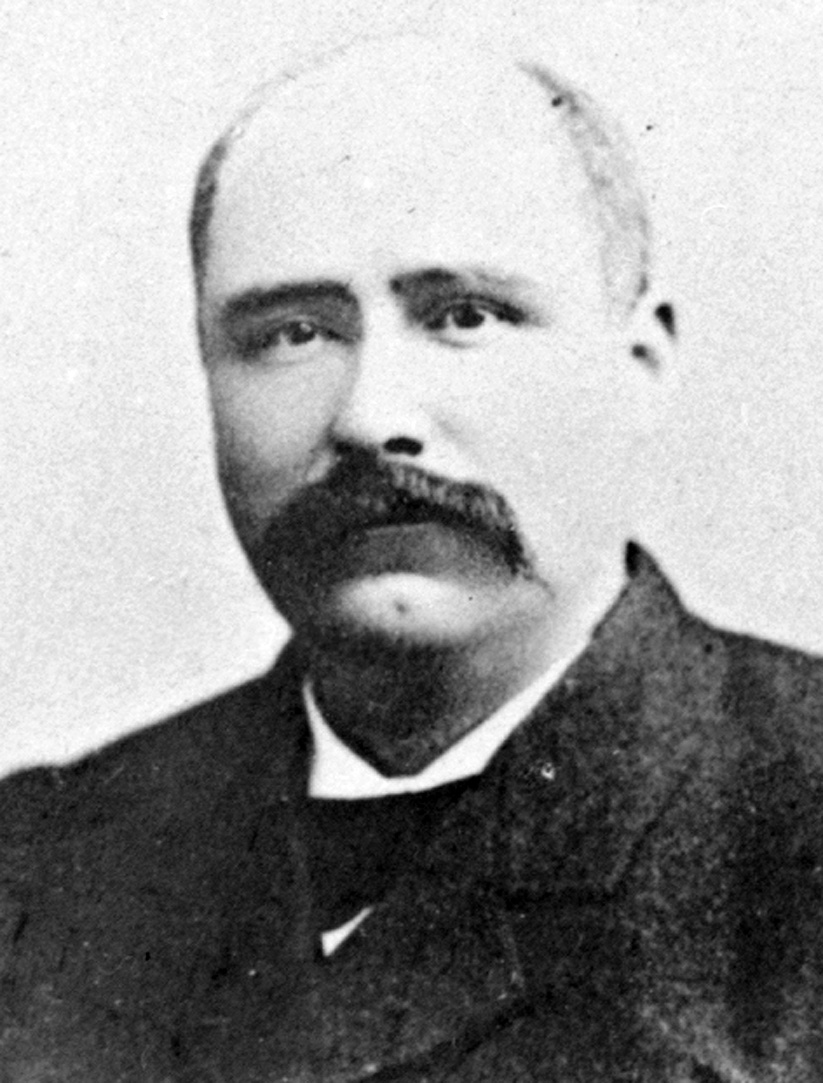
Charles B. Clark

Charles Benjamin Clark (* 24. August 1844 in Theresa, Jefferson County, New York; † 10. September 1891 in Watertown, New York) war ein US-amerikanischer Politiker. Zwischen 1887 und 1891 vertrat er den Bundesstaat Wisconsin im US-Repräsentantenhaus.

## Werdegang
Charles Clark besuchte die öffentlichen Schulen seiner Heimat. Im Jahr 1855 kam er mit seiner verwitweten Mutter nach Wisconsin, wo sich die Familie in Neenah im Winnebago County niederließ. Während des Bürgerkrieges diente Clark in einer aus Wisconsin kommenden Infanterieeinheit des Unionsheeres. Nach dem Krieg arbeitete er im Handel, im Bankgewerbe und in der Papierindustrie.
Politisch war Clark Mitglied der Republikanischen Partei. Von 1880 bis 1883 fungierte er als Bürgermeister von Neenah. Danach war er bis 1885 Mitglied im dortigen Stadtrat. Im Jahr 1885 wurde er in die Wisconsin State Assembly gewählt. Bei den Kongresswahlen des Jahres 1886 wurde Clark im sechsten Wahlbezirk von Wisconsin in das US-Repräsentantenhaus in Washington, D.C. gewählt, wo er am 4. März 1887 die Nachfolge von Richard W. Guenther antrat. Nach einer Wiederwahl konnte er bis zum 3. März 1891 zwei Legislaturperioden im Kongress absolvieren.
Bei den Wahlen des Jahres 1890 unterlag er dem Demokraten Lucas M. Miller. Charles Clark starb nur sechs Monate nach seinem Ausscheiden aus dem US-Repräsentantenhauses während eines Besuchs in Watertown. Er wurde in seinem Wohnort Neenah beigesetzt.